# 特雷西·考德威尔·戴森
特雷西·考德威尔·戴森（英語：Tracy Caldwell Dyson，1969年8月14日—），是一位美国化学家和NASA宇航员。戴森曾是2007年8月奮進號太空梭STS-118任务的任务专家，并于2010年4月至2010年9月期间成为国际空间站远征23/24的一部分。她已经完成了三次太空行走任务，累计超过22小时的舱外活动时间。她于2024年3月第三次返回太空。

## 事业
在1998年6月，戴森被NASA聘用，并在两个月后的1998年8月开始接受NASA训练。
作为特蕾西·戴森，她是NASA TV上一档名为《太空站生活》的节目的主持人，该节目关注国际空间站上的生活方面。